# Schimperella katalensis
Schimperella katalensis là một loài Rêu trong họ Brachytheciaceae. Loài này được (P. de la Varde & J.-F. Leroy) P. de la Varde miêu tả khoa học đầu tiên năm 1954.